# Adsorbentes intestinales
Los adsorbentes intestinales son materiales administrados por vía oral que pasan a través del tracto gastrointestinal donde vinculan (adsorben) varias sustancias. Estas sustancias han ganado importancia en los últimos años debido a la creciente exposición de los seres humanos a diversas sustancias tóxicas presentes en el medio ambiente, los alimentos y los medicamentos.Por ejepmplo, administrado por vía oral, el carbón activado adsorbe en su superficie a su paso por el tracto gastrointestinal, fármacos y toxinas, evitando su absorción sistémica.
Los adsorbentes intestinales se utilizan para prevenir reacciones alérgicas tóxicas, reducir la carga metabólica en los órganos de excreción y para la desintoxicación.
Código ATC: A07B Adsorbentes intestinales.

## Historia
- Los tratados médicos contienen datos sobre el uso de carbón vegetal, ceniza de madera y arcilla en Oriente, en la antigua Rusia, el antiguo Egipto, Grecia y la India en caso de diversas intoxicaciones, la diarrea, la disentería y otras enfermedades.[5]
- Los 70-80s –  la aparición de una nueva generación de adsorbentes (por ejemplo, un nuevo adsorbente a base de silicio, el polihidrato de polimetilsiloxano fue incluido en los regímenes de tratamiento de liquidadores en las zonas circundantes al lugar del accidente de Chernóbil).[6]

- Los adsorbentes intestinales se han probado en clínicas de diversos perfiles en el tratamiento de diversas enfermedades y complicaciones.[7]

## Mecanismos de acción de los adsorbentes intestinales
Los principales mecanismos de acción de los adsorbentes intestinales:
- adsorción de sustancias tóxicas (microorganismos, venenos y xenobióticos) que ingresan al tracto gastrointestinal (TGI) por vía oral;
- sorción de sustancias tóxicas que se liberan en el lumen del TGI con el jugo gástrico (bilis, secreciones pancreáticas) o secretadas por la mucosa intestinal;
- vinculación de metabolitos tóxicos formados en el TGI (indol, escatol, fenoles, amoníaco, etc.);
- fijación y transferencia de sustancias fisiológicamente activas (enzimas, ácidos biliares, hormonas esteroides, etc.), así como     selectividad de absorción de diversos compuestos orgánicos (aminoácidos, colesterol, ácidos grasos libres).

Los mecanismos de acción adicionales de los adsorbentes intestinales son:
- efecto envolvente y citoprotector;
- formación de agregados y floculados que contienen microbios y virus;
- acción bactericida;
- complejación y quelación;
- modificación de la composición química del contenido intestinal, desfavorable para la proliferación de la flora patógena.

El mecanismo principal que más contribuye a la acción terapéutica de los adsorbentes intestinales es la adsorcón y excreción de diversas sustancias tóxicas exógenas (iones metálicos tóxicos, toxinas bacterianas, alcoholes orgánicos, ácidos, agentes de guerra química, drogas, etc.) y endógenas (productos metabólicos: urea, aminoácidos aromáticos, bilirrubina conjugada, etc.) del organismo.

## Clasificación de los adsorbentes intestinales
Los adsorbentes intestinales se producen en varias formas farmacéuticas: gránulos, polvos, tabletas, cápsulas, pastas y otros. 
Según la clasificación ATC:
- A07B: Adsorbentes intestinales.
- A07B A. Preparados con carbón. A07BA01 Carbón medicinal.  A07BA51 Carbón medicinal, combinaciones.[12]  A07B B. Preparados con bismuto.   A07B C. Otros adsorbentes intestinales.  A07BC01 Pectina,  A07BC02 Caolín,  A07BC03 Crospovidona,  A07BC04 Atapulgite,  A07BC05 Diosmectite,  A07BC30 Combinaciones.  A07BC54 Atapulgite, combinaciones.[4]

Además, en varios países se utilizan los adsorbentes intestinales a base de silicio. Por ejemplo, en Gran Bretaña el PMSPH es aprobado para su uso en SII-D.
En la actualidad, hay un proceso de aumento exponencial de la producción de los adsorbentes intestinales en el mundo. Tienen una gran demanda en toxicología, alergología, gastroenterología, dermatología, cirugía, narcología y oncología.